# طوبال عزت محمد باشا
طوبال عزت محمد باشا (بالتركية: Topal İzzet Mehmed Paşa)‏ كان الصدر الأعظم للدولة العثمانية في الفترة ما بين 26 أكتوبر 1828 حتى 28 يناير 1829. يحمل رُتبة أدميرال.